# Проблемна дитина 2
«Проблемна дитина 2» (англ. «Problem Child 2») — американський комедійний фільм, сиквел Проблемна дитина (Problem Child).
Рейтинг IMDb 

## Сюжет
Джуніор Хіллі — проблемна дитина, що відрізняється дуже поганою поведінкою, але прийомний батько терпить його примхи і намагається не сердитися на пасинка, адже Джуніор — тільки маленький хлопчик, хоча витримати його дуже складно. Ситуація в сім'ї змінилася з моменту першої частини фільму. Тато Хіллі розлучився зі своєю дружиною і переїхав разом з сином в квартал, де живуть, в основному, розведені жінки. Тато Хіллі тут же стає об'єктом пильної уваги «разведенок», правда, Джуніор, за допомогою підручних засобів і кмітливості, успішно заважає цим жінкам досягти своєї мети.
Через деякий час Хіллі-старший зв'язує себе зобов'язаннями по відношенню до міс Лаванди Дюмор, яка ненавидить Хіллі-молодшого і взагалі всіх дітей на світі. У відповідь Джуніор приводить в будинок свою маленьку подружку, з якою зовсім недавно воював — проблемну дитину № 2, дівчинку по імені Тріксі, яка вміє робити вибухівку, користуватися пожежним обладнанням і навіть керувати трактором, а також знайомить прийомного батька з мамою Тріксі, котра працює шкільною медсестрою.

## У ролях
| Актор            | Роль                |
| ---------------- | ------------------- |
| Джон Рітер       | Бен Хіллі           |
| Майкл Олівер     | Джуніор Хіллі       |
| Джек Ворден      | Великий Бен Хіллі   |
| Ларейн Ньюман    | Лаванда Дюмор       |
| Шарлін Тілтон    | Деббі Клаукінськи   |
| Емі Ясбек        | Ені Янг             |
| Івіан Шван       | Тріксі Янг          |
| Гілберт Готтфрід | Містер Пібоді       |
| Джеймс Толкан    | Вчитель містер Торн |

## Цікаві факти
- Емі Ясбек знімалася також у першому фільмі «Проблемна дитина» в ролі матері-опікунки.
- Коли показують фотографії попередніх 6 чоловіків Лаванди Дюмор, можна помітити, що під усіма загримований Джон Рітер.
- Коли Джуніор оглядає будиночок з тарганами, можна помітити маленьку модельку автомобіля «ДеЛореан» з «Назад в майбутнє», виробництва тієї ж студії Universal.
- Актор Джеймс Толкен також зіграв директора школи в фільмах «Назад в майбутнє».